# Església parroquial de la Mare de Déu de la Llum (Navaixes)
L'Església parroquial de la Immaculada Concepció, de Navaixes, a la comarca de l'Alt Palància, és una església, situada al centre urbà, a la plaça de l'Església número 1, catalogada com Bé de Rellevància Local, amb codi identificatiu: 12.07.081-001, segons dades de la Direcció General de patrimoni Artístic de la Generalitat Valenciana.
Pertany al Bisbat de Sogorb-Castelló, i en ella està inclosa a l'arxiprestat número u, L'Assumpció de Nostra Senyora, amb centre a Sogorb. Tant per a la Conferència Epsicopal, com per al Bisbat de Sogorb-Castelló, el temple s'anomena Església parroquial de la Immaculada Concepció, en canvi, en l'inventari de la Generalitat es fa referència a ella com Església parroquial de la Mare de Déu de la Llum. L'advocació del temple és la Immaculada Concepció encara que el cambril està dedicat a la Mare de Déu de la Llum patrona de la localitat.

## Descripció
Es tracta d'un edifici construït al segle xviii a maçoneria, pedra angular i arrebossat de cal. L'església presenta planta de nau única amb la façana als peus, datada al segle xix, presenta arrebossat de ciment i porta d'accés tipus retaule, emmarcada per  pilastres i cos superior amb fornícula per a la imatge de la Mare de Déu.
El campanar de la torre forma part, com a mínim el seu primer cos, de la façana de l'edifici, situant-se al  costat de l'evangeli. La torre presenta un segon cos (en el qual hi ha finestres semicirculars) i cupulí.
Externament es poden veure contraforts per sobre de les capelles laterals.
Pel que fa a l'interior, la nau única presenta capelles laterals, totes elles comunicades entre si, i s'hagi dividit en tres crugies, i té creuer. S'observen suports de murs, pilastres i arcs de mig punt, la qual cosa dona peu a la volta de canó que conforma la coberta interior amb llunetes en les tres crugies i en el creuer, així com finestres emmarcades per pilastres aparellades en el tambor de la cúpula peraltada que s'eleva en el creuer i que externament es remata amb teules de ceràmica blaves. Als peus del temple i elevat, se situa el cor, que permet observar un front amb llinda i té un òcul central que permet l'entrada de llum natural a la zona.
Pel que fa a la decoració, està realitzada majoritàriament durant el segle xix, presentant pilastres adossades a les que s'utilitzen capitells compostos i cos arquitravat superior amb garlandes que uneixen els capitells i sanefes daurades.
L'església té un cambril datat al segle xix dedicat a la Mare de Déu de la Llum, patrona del municipi de Navaixes, de la qual posseeix a més una relíquia, que conforma, al costat d'un crucifix d'ivori de gran valor i dues escultures (una de la Verge dels Dolors i una altra de Cristo Yacente) obra de l'escultor local Manolo Rodríguez, el petit "tresor" parroquial.
Cal destacar la capella de la Mare de Déu o del Sagrari, que té accés des de l'exterior, presentant a la façana on se situa aquesta porta, una espadanya d'un sol cos. Se situa en el costat de l'evangeli.
Durant el conflicte bèl·lic del 36 es van produir greus desperfectes a l'església, destacant la desaparició de tots els altars i retaules, a més d'un oli pintat sobre taula i datat al segle xvi, 1670, que representava a la Mare de Déu, i que popularment se l'anomenava Mare de Déu de la Llum.